# James Murray, II duca di Atholl
James Murray, II duca di Atholl (Edimburgo, 28 settembre 1690 – Dunkeld, 8 gennaio 1764), è stato un nobile scozzese.

## Biografia
Era il terzogenito di John Murray, I duca di Atholl, e della sua prima moglie Lady Katherine Hamilton, figlia di William Douglas, duca di Hamilton e Anne Hamilton, III duchessa di Hamilton.

## Carriera
Nel 1712 fu nominato capitano della compagnia di granatieri della 1ª guardia a piedi. All'arresto nel 1715 di suo fratello maggiore, William Murray, marchese di Tullibardine, per aver preso parte all'insurrezione giacobita, fu approvato dal parlamento un atto che gli conferiva gli onori e le proprietà della famiglia come prossimo erede. Dopo la conclusione della ribellione, sembra che si sia recato a Edimburgo per rappresentare nel modo più favorevole possibile al governo i servigi del padre, al fine di procurargli una somma di denaro a titolo di risarcimento.
All'elezione del 1715 fu scelto deputato per Perth, e fu rieletto nel 1722. Succedette alla morte del padre nel 1724; e nel 1733 fu approvato un atto del parlamento per spiegare ed estendere l'atto del 1715.
Nel giugno 1724 fu nominato Lord Privy Seal, succedendo a Lord Ilay, e il 21 settembre fu scelto come pari rappresentativo. Fu rieletto nel 1734. Come nipote materno di James Stanley, VII conte di Derby, Atholl succedette come barone Strange e alla Signoria di Mann.
Dal 1737 alle elezioni generali del 1741 sedette in parlamento sia come barone inglese che come pari rappresentativo scozzese. All'avvicinarsi dell'esercito dopo la rivolta giacobita del 1745, Atholl fuggì verso sud e suo fratello maggiore, prese possesso del castello di Blair. Atholl, tuttavia, si unì all'esercito del duca di Cumberland in Inghilterra e, arrivando con lui a Edimburgo il 30 gennaio 1746, si diresse verso nord. Il 9 febbraio inviò una convocazione ai suoi vassalli per partecipare a Dunkeld e Kirkmichael e unirsi alle truppe del re. Il 6 aprile 1763, Atholl venne nominato custode del grande sigillo. Allo stesso tempo fu anche nominato signore della Lord Justice General.
Fu il primo a piantare il larice europeo in Gran Bretagna; uno di un gruppo di cinque vicino alla cattedrale di Dunkeld, piantato nel 1738, si trova ancora lì.
È stato anche un fondatori del Foundling Hospital, fondato nel 1739 per alleviare i problemi dei bambini abbandonati di Londra e un protettore di Niel Gow, violinista e compositore scozzese.

## Matrimoni

### Primo Matrimonio
Sposò, il 28 aprile 1726, Jane Frederick (1693-13 giugno 1748), figlia di Thomas Frederick. Ebbero quattro figli:
- John Murray, marchese di Tullibardine (13 settembre 1728-23 aprile 1729);
- Lady Jane Murray (1730- 10 ottobre 1747);
- Lady Charlotte Murray (13 ottobre 1731-13 ottobre 1805), sposò John Murray, III duca di Atholl, ebbero nove figli;
- James Murray, marchese di Tullibardine (28 marzo 1735-12 febbraio 1736).

### Secondo Matrimonio
Sposò, il 7 maggio 1749 sposò Jean Drummond (?-22 febbraio 1795), figlia di John Drummond, X Lennoch. Non ebbero figli.

## Morte
Morì nel 1764, all'età di 73 anni a Dunkeld, in Scozia, e fu sepolto a Inveresk.

## Ascendenza
|                                            |                                            |                                        | Genitori                                    |  |  | Nonni |  |  | Bisnonni                          |  |  | Trisnonni                                    |  |
|                                            |                                            |                                        |                                             |  |  |       |  |  | 8. John Murray, I conte di Atholl |  |  | 16. William Murray, II conte di Tullibardine |  |
|                                            |                                            |                                        |                                             |  |  |       |  |  | 8. John Murray, I conte di Atholl |  |  | 16. William Murray, II conte di Tullibardine |  |
|                                            |                                            | 17. Dorothea Stewart                   |                                             |  |  |       |  |  | 8. John Murray, I conte di Atholl |  |  |                                              |  |
| 4. John Murray, I marchese di Atholl       |                                            |                                        |                                             |  |  |       |  |  | 8. John Murray, I conte di Atholl |  |  |                                              |  |
|                                            |                                            | 9. Jane Campbell                       | 18. Duncan Campbell, I baronetto            |  |  |       |  |  |                                   |  |  |                                              |  |
|                                            |                                            | 9. Jane Campbell                       | 18. Duncan Campbell, I baronetto            |  |  |       |  |  |                                   |  |  |                                              |  |
|                                            |                                            | 9. Jane Campbell                       | 19. Elizabeth Sinclair                      |  |  |       |  |  |                                   |  |  |                                              |  |
| 2. John Murray, I duca di Atholl           |                                            | 9. Jane Campbell                       |                                             |  |  |       |  |  |                                   |  |  |                                              |  |
|                                            |                                            | 10. James Stanley, VII conte di Derby  | 20. William Stanley, VI conte di Derby      |  |  |       |  |  |                                   |  |  |                                              |  |
|                                            |                                            | 10. James Stanley, VII conte di Derby  | 20. William Stanley, VI conte di Derby      |  |  |       |  |  |                                   |  |  |                                              |  |
|                                            |                                            | 10. James Stanley, VII conte di Derby  | 21. Elizabeth de Vere                       |  |  |       |  |  |                                   |  |  |                                              |  |
| 5. Amelia Sophia Ann Stanley               |                                            | 10. James Stanley, VII conte di Derby  |                                             |  |  |       |  |  |                                   |  |  |                                              |  |
|                                            |                                            | 11. Charlotte de La Trémoille          | 22. Claude de La Trémoille                  |  |  |       |  |  |                                   |  |  |                                              |  |
|                                            |                                            | 11. Charlotte de La Trémoille          | 22. Claude de La Trémoille                  |  |  |       |  |  |                                   |  |  |                                              |  |
|                                            |                                            | 11. Charlotte de La Trémoille          | 23. Charlotte Brabantina van Nassau         |  |  |       |  |  |                                   |  |  |                                              |  |
| 1. James Murray, II duca di Atholl         |                                            | 11. Charlotte de La Trémoille          |                                             |  |  |       |  |  |                                   |  |  |                                              |  |
|                                            | 12. William Douglas, I marchese di Douglas | 24. William Douglas, X conte di Angus  |                                             |  |  |       |  |  |                                   |  |  |                                              |  |
|                                            | 12. William Douglas, I marchese di Douglas | 24. William Douglas, X conte di Angus  |                                             |  |  |       |  |  |                                   |  |  |                                              |  |
|                                            | 12. William Douglas, I marchese di Douglas | 25. Elizabeth Oliphant                 |                                             |  |  |       |  |  |                                   |  |  |                                              |  |
| 6. William Douglas                         | 12. William Douglas, I marchese di Douglas |                                        |                                             |  |  |       |  |  |                                   |  |  |                                              |  |
|                                            |                                            | 13. Mary Gordon                        | 26. George Gordon, I marchese di Huntly     |  |  |       |  |  |                                   |  |  |                                              |  |
|                                            |                                            | 13. Mary Gordon                        | 26. George Gordon, I marchese di Huntly     |  |  |       |  |  |                                   |  |  |                                              |  |
|                                            |                                            | 13. Mary Gordon                        | 27. Henrietta Stewart                       |  |  |       |  |  |                                   |  |  |                                              |  |
| 3. Catherine Douglas                       |                                            | 13. Mary Gordon                        |                                             |  |  |       |  |  |                                   |  |  |                                              |  |
|                                            |                                            | 14. James Hamilton, I duca di Hamilton | 28. James Hamilton, II marchese di Hamilton |  |  |       |  |  |                                   |  |  |                                              |  |
|                                            |                                            | 14. James Hamilton, I duca di Hamilton | 28. James Hamilton, II marchese di Hamilton |  |  |       |  |  |                                   |  |  |                                              |  |
|                                            |                                            | 14. James Hamilton, I duca di Hamilton | 29. Ann Cunningham                          |  |  |       |  |  |                                   |  |  |                                              |  |
| 7. Anne Hamilton, III duchessa di Hamilton |                                            | 14. James Hamilton, I duca di Hamilton |                                             |  |  |       |  |  |                                   |  |  |                                              |  |
|                                            |                                            | 15. Margaret Feilding                  | 30. William Feilding, I conte di Denbigh    |  |  |       |  |  |                                   |  |  |                                              |  |
|                                            |                                            | 15. Margaret Feilding                  | 30. William Feilding, I conte di Denbigh    |  |  |       |  |  |                                   |  |  |                                              |  |
|                                            |                                            | 15. Margaret Feilding                  | 31. Susan Villiers                          |  |  |       |  |  |                                   |  |  |                                              |  |
|                                            |                                            | 15. Margaret Feilding                  |                                             |  |  |       |  |  |                                   |  |  |                                              |  |